# أنجيلا سايني
أنجيلا سايني (بالإنجليزية: Angela Saini) (ولدت في لندن عام 1980) هي صحفية بريطانية ومذيعة وكاتبة، ظهرت أعمالها في ساينس ووايرد والغارديان ونيو ساينتست، وهي مذيعة في إذاعة بي بي سي. وحاصلة على درجتي ماجستير - في الهندسة من جامعة أكسفورد، وفي العلوم والأمن من كلية كينجز لندن. وكانت طالبة في كلية كيبل بأكسفورد.